# جيفري تامبور
جيفري مايكل تامبور (بالإنجليزية: Jeffrey Tambor)(من مواليد 8 يوليو 1944)، هو ممثل أمريكي معتزل، اشتهر بأدواره في عدد من المسلسلات التلفزيونية. من أبرز أدواره التلفزيونية شخصية جيفري بروكس، الجار المتحفظ لستانلي وهيلين روبر في المسلسل الكوميدي (آل روبر) (1979–1980)، وشخصية هانك كينغسلي في (عرض لاري ساندرز) (1992–1998)، بالإضافة إلى أدائه لدوري جورج بلَوث الأب وأوسكار بلَوث في مسلسل (التنمية المتوقفة) (2003–2006، 2013، 2018–2019)، وتجسيده لشخصية ماورا بفيفرمان في مسلسل (شفاف) (2014–2017). عن هذا الدور الأخير، حصل تامبور على جائزتي إيمي برايم تايم لأفضل ممثل رئيسي في مسلسل كوميدي، من أصل ثلاث ترشيحات. كما نال جائزة غولدن غلوب عام 2015 عن أدائه لشخصية بفيفرمان.
ومن أدواره السينمائية: جاي بورتر في (...والعدالة للجميع) (1979)، وجينكس لاثام في (السيد موم) (1983)، وسولي في (هنالك شيء عن ماري) (1998)، والعمدة أوغستوس ماي هو في (كيف سرق الغرينش عيد الميلاد) (2000)، وتوم مانينغ في (هيلبوي) (2004) وتتمته (هيلبوي 2: الجيش الذهبي) (2008)، وسيد غارنر في ثلاثية (صداع الكحول) (2009–2013)، وفرانسيس سيلفربرغ في (المحاسب) (2016)، وجيورجي مالينكوف في (وفاة ستالين) (2017).
شارك تامبور في الأداء الصوتي بعدد من أفلام الرسوم المتحركة، من بينها: (فيلم سبونج بوب سكوير بانتس) (2004)، و(الوحوش ضد الكائنات الفضائية) (2009)، و(رابونزل: متشابكة) (2010)، و(ترولز) (2016). وقد رُشح لجائزة إيمي النهارية عن أدائه الصوتي في مسلسل الرسوم المتحركة (آل ليونهارت) (1998). بين عامي 2002 و2003، عمل تامبور كمُعلّق في برنامج (مربعات هوليوود).

## وصلات خارجية
- جيفري تامبور على موقع IMDb (الإنجليزية)
- جيفري تامبور على موقع الموسوعة البريطانية (الإنجليزية)
- جيفري تامبور على موقع ألو سيني (الفرنسية)
- جيفري تامبور على موقع ميوزك برينز (الإنجليزية)
- جيفري تامبور على موقع تيرنر كلاسيك موفيز (الإنجليزية)
- جيفري تامبور على موقع أول موفي (الإنجليزية)
- جيفري تامبور على موقع قاعدة بيانات برودواي على الإنترنت (الإنجليزية)
- جيفري تامبور على موقع قاعدة بيانات الأفلام السويدية (السويدية)
- جيفري تامبور على موقع إن إن دي بي (الإنجليزية)
- جيفري تامبور على موقع ديسكوغز (الإنجليزية)